# Homer (Alaska)
Homer è una città degli Stati Uniti d'America, nel Borough della Penisola di Kenai, nello Stato dell'Alaska di 5 709 abitanti. Uno dei soprannomi di Homer è "Il borgo cosmico in riva al mare", un altro è "Alla fine della strada".